# Viktor Orendi-Hommenau
Viktor Orendi-Hommenau (* 13. Juni 1870 in Elisabethstadt, Siebenbürgen, Königreich Ungarn, Österreich-Ungarn; † 24. Februar 1954 in Bukarest, Rumänien) war Journalist, Schriftsteller, Übersetzer und Kulturpolitiker.

## Leben und Wirken
Sein Vater Wilhelm Orendi war Pianist und seine Mutter war Jeanette Farkas, Edle von Hommenau. Er wuchs ab 1876 in Neumarkt am Mieresch bei seinem Onkel auf. Orendi-Hommenau war Lehrer. Von 1894 bis 1895 brachte er in Neumarkt die Zeitung „Das kleine Universum“ heraus. Von 1895 bis 1896 redigierte er das „Szász-Reener-Wochenblatt“. Als freier Journalist arbeitete er auch für das „Weißkirchner Volksblatt“.
Auf Wunsch von Edmund Steinacker und Ludwig Kremling wechselte er 1901 nach Temeswar, wo er das „Deutsche Tagblatt für Ungarn“ herausbrachte. Das Blatt wurde im März 1903 eingestellt.
Von 1903 bis 1907 gab er das politische Wochenblatt „Deutsch-Ungarischer Volksfreund“ heraus. 
Viktor Orendi-Hommenau war Mitbegründer der im Dezember 1906 gegründeten Ungarländischen Deutschen Volkspartei. 1906 war er Abgeordneten-Kandidat im Lowriner Wahlbezirk und 1910 im Lippaer. 
Von 1909 bis 1937 gab er mit einigen Unterbrechungen die Zeitschrift „Von der Heide. Illustrierte Monatsschrift für Kultur und Leben“ in Temeswar und in Bukarest heraus.
1912 wurde er vom Deutschen Schulverein nach Deutschland eingeladen, wo er in München, Stuttgart, Karlsruhe, Wiesbaden, Koblenz, Frankfurt am Main und Tübingen über die Nöte der Deutschen in Ungarn sprach. 1915 drohte ihm ein Hochverratsprozess, weil er in einer einstündigen Audienz Feldmarschall Mackensen über die Verfolgung der Deutschen in Ungarn unterrichtet hatte. Damals schon knüpfte er Kontakte zu wichtigen rumänischen politischen Persönlichkeiten.
Nach der Dreiteilung des Banats, wodurch der östliche Teil mit Temeswar an Rumänien fiel, setzte er sich für die Belange der deutschen Minderheit in Rumänien ein. Orendi-Hommenau war 1919 Gründungsmitglied des Deutsch-schwäbischen Kulturverbandes. 1923 wurde er Prüfungskommissär des rumänischen Unterrichtsministeriums an den deutschen Volksschulen im Banat, 1930 Presseattaché im Ministerialdirektorat Temeswar. 1934 übersiedelte er nach Bukarest.
Viktor Orendi-Hommenau wurde auf dem evangelischen Friedhof in Bukarest beigesetzt.

## Auszeichnungen
- Titel „Ministerialrat h.c.“, 1932
- Goldmedaille für Kunst und Wissenschaft Bene Merenti 1. Klasse
- Silbermedaille der „Akademie zur Wissenschaftlichen Erforschung und Pflege des Deutschtums“, kurz Deutsche Akademie

## Werke
- Blätter und Blüten, Sächsisch Regen 1895
- Das Heidebuch. Almanach, Temeswar 1919
- Deutsche Dichter aus dem Banat. Literarische Skizze. Anthologie, Temeswar 1921
- Aus Licht und Lied. Ausgewählte Gedichte, Temeswar 1922
- Arier und Germanen, Temeswar 1919
- Erinnerungen an Deutschland, Temeswar 1920
- Berühmte Schwaben, Lugosch 1923
- Literatur und Volkskunst der Rumänen, Temeswar 1928
- Gestern und Heute. Eine kleine Statistik, Temeswar 1928
- Was ich an den Rand schrieb. Skizzen und Aphorismen, Temeswar 1930
- Arpad Mühle. Ein Erinnerungsblatt, Temeswar 1931
- Michael Eminescu. Ausgewählte Gedichte in deutsche Übersetzung, Temeswar 1932
- Madjarisches. Allzumadjarisches. Ein kleiner Beitrag zur Minderheitenfrage in Ungarn, Bukarest 1940
- Michael Eminescu: Müde Vöglein, Bukarest 1954 (Übersetzung aus dem Rumänischen)